# Ambrózy Sándor
Ambrózy Sándor (Budapest, 1903. szeptember 7. – Budapest, 1992. december 15.) magyar szobrászművész, restaurátor, pályája kezdetén ökölvívó és futó.

## Élete
1921–1922-ben a Képzőművészeti Iskolában tanult, majd a Képzőművészeti Főiskolán Orbán Antal és Szentgyörgyi István tanítványaként folytatta tanulmányait. 1923–1924 között külföldi tanulmányúton vett részt. 1925–1927 között tanársegéd volt a főiskolán. 1930-ban elnyerte a Magyar Ökölvívó Szövetség pályadíját a szövetség emlékplakettjének megtervezésére. „A MÖSz elnöksége annyira meg volt elégedve a művész munkájával, hogy újabb megbízatást is adott neki. A közelgő Európa-bajnokságra az azon résztvevők részére emlékérmet is csináltat a szövetség. Ennek mintáját szintén Ambrózy Sándor készítette el. A plaketten a ring kötele mögött az a pillanat van megörökítve, amikor a bíró a győztes kezét felemelve, annak diadalát hirdeti ki.” 1931 után rendszeresen részt vett az országos tárlatokon. 1940-ben nagy sikert aratott sportágazatokat ábrázoló szobraival a Sportdíjkiállításon, ahol a Vallás- és Közoktatásügyi Minisztérium az ő és Dabóczy Mihály műveit vásárolta meg.
Az 1956-ban rommá lőtt budapesti Szent Rókus-kápolna Callmeyer Ferenc tervei alapján végzett helyreállítása során a homlokzati szobrokból 1957-ben többet ő készített el. Szent Imre alakjában titkon Maléter Pál arcvonásait idézte meg. 1959–1960 között a budapesti Szent Anna-templomban restaurátor. Az 1970-es évek közepén az egri dómnál álló, Marco Casagrande által készített Szent István szobrot restaurálta. Nevét az egyes sportágak jellemző mozdulatait ábrázoló művei tették ismertté, melyek közül a Herendi Porcelángyár több alkotást is porcelán dísztárgyként sokszorosított.

## Csoportos kiállításai (válogatás)
- 1932 • Szinyei Merse Pál Társaság Tavaszi Tárlata, Nemzeti Szalon, Budapest
- 1943 • Művészet az iparban. Üveg és fémipari kiállítás, Országos Magyar Iparművészeti Társulat Székháza, Budapest
- 1954 • Nyári Tárlat, Ernst Múzeum, Budapest
- 1957 • Tavaszi Tárlat, Műcsarnok, Budapest
- 1961 • Magyar művészet XIX-XX., Moszkva.

## Művei (válogatás)
- Horthy Miklós (büszt), 1934[7]
- Síelő (Herendi porcelán is)
- Kesztyűt felvevő bokszoló (Herendi porcelán is)
- Fürdés után (akt, 1931)[8]
- Szeged-Móravárosi Szent Kereszt felmagasztalása templom Mária oltárának modern Madonnája, 1933[9]
- Szent Imre, 1934. (A szentendrei római katolikus fiúiskolában állították fel 1934. február 28-án.)[10]
- Női fej, 1936 (kisplasztika).[11]
- Gerelyvető (1940 körül)[12]
- Súlydobó (1940 körül)[12]
- Futónő (1940 körül)[13]
- Sífutó (1940 körül)[13]
- Énekes István síremléke, Fiumei úti sírkert, 1940.[14]

### Köztéri művei
- Gyümölcsszedők (kő dombormű, 1959, Inota, Béke Művelődési Ház)
- Két kő dombormű (1964, Nyíregyháza, ravatalozó). A nyíregyházi új ravatalozó épületére hét darab dombormű kompozíció került, amelyek közül kettőt-kettőt Ambrózy Sándor és Palotay Gyula, hármat pedig Stöcken Károly készített.[15]
- Irodalom (mészkő, 1966, Budai Várnegyed, Hunyady udvar).
- Szent Pál-,[16] István-, László-, Imre-szobrok Budapesten a Szent Rókus-kápolna homlokzatán.[17]
- Egyéb köztéri műveiből lásd Köztérkép oldalát![18]

### Művei közgyűjteményekben
- Magyar Nemzeti Galéria, Budapest